# Sông Chợ Đệm – Bến Lức
Sông Chợ Đệm – Bến Lức là một con sông chảy qua địa bàn Thành phố Hồ Chí Minh và tỉnh Long An, thông ra sông Vàm Cỏ Đông. Đây là một tuyến đường thủy quan trọng từ Thành phố Hồ Chí Minh về các tỉnh thành vùng Đồng bằng sông Cửu Long.
Sông bắt đầu từ ngã ba nơi giao với kênh Đôi và sông Cần Giuộc, chảy qua huyện Bình Chánh (Thành phố Hồ Chí Minh) và huyện Bến Lức (tỉnh Long An) rồi thông với sông Vàm Cỏ Đông tại thị trấn Bến Lức. Đoạn sông thuộc địa phận Thành phố Hồ Chí Minh được gọi là sông Chợ Đệm còn đoạn thuộc tỉnh Long An được gọi là sông Bến Lức.
Một số cây cầu lớn bắc qua sông là cầu Bình Điền, cầu Chợ Đệm và cầu cạn thuộc đường cao tốc Thành phố Hồ Chí Minh – Trung Lương.
Tên gọi "sông Bến Lức" đôi khi còn được người dân địa phương sử dụng một cách không chính thức để chỉ sông Vàm Cỏ Đông đoạn qua huyện Bến Lức.